# Splatterhouse (игра, 2010)
Splatterhouse (яп. スプラッターハウス Супуратта:хаусу) — видеоигра в жанре beat ’em up, ремейк одноименной игры 1988 года и перезапуск серии. Изначально за разработку была ответственна студия Bottlerocket Entertainment, но из-за производственных проблем компания Namco Bandai Games приняла решение доделать игру силами внутренней студии. Она же выпустила игру 26 ноября 2010 года для игровых консолей PlayStation 3 и Xbox 360. В качестве бонуса игра содержит три оригинальные игры серии.
Сюжет игры повествует о Рике Тайлере, который пытается спасти свою девушку Дженнифер от безумного доктора Уэста. Герою приходится прибегнуть к помощи таинственного артефакта — Маски Ужаса, которая дает ему невероятную силу. Вместе они должны остановить учёного, который пытается совершить ритуал, способный уничтожить мир.
Splatterhouse образца 2010 года получила смешанные отзывы критиков. Многие отмечают её визуальный стиль и чрезмерную жестокость, но критикуют за однообразный игровой процесс, неудобную камеру и не самую лучшую техническую реализацию. Студия BottleRocket Entertainment, изначально работавшая над игрой, была закрыта из-за «проблем с производительностью».

## Игровой процесс
Игровой процесс Splatterhouse ориентирован на борьбе Рика с различными монстрами в рукопашном бою или с помощью оружия. В игре множество комбо-ударов, и присутствует система прокачки. Главный герой может потерять конечности, но они вырастают со временем обратно и могут быть использованы в бою. По мере прохождения игры приходится собирать аудиозаписи, фотографии и открывать страницы дневника Генри Уэста.

## Сюжет
Дженнифер Виллис вместе со своим парнем Риком Тэйлором пришли в особняк доктора Генри Уэста, специалиста в области некрологии, чтобы взять у него интервью. Во время этого похода Рик хотел сделать Дженнифер предложение. Но буквально через несколько минут после прибытия на пару нападает доктор Уэст со своими демонами. Они утаскивают Дженнифер, а Рика отбрасывают в сторону, нанеся смертельное ранение и оставив его умирать в луже собственной крови. Но во время падения Рик опрокидывает саркофаг, из которого выпадает Маска Ужаса (англ. Terror Mask). Она начинает говорить с умирающим Риком, прося надеть её, так как это «спасёт и Рика, и Дженни». Рик надевает маску и превращается в крупное человекоподобное существо, способное питаться кровью других.
Рик следует за Уэстом и Дженни через другие измерения. Там он узнаёт о планах доктора — принести Дженни в жертву тёмному божеству, известному как «Искажённый» (англ. Corrupted), так как Уэст полагает, что с его помощью он воскресит его любимую — Леонору, ведьму, сожжённую на костре много лет назад, которая имеет сильное внешнее сходство с Дженни. На самом деле Искажённый хочет захватить мир.
Пробиваясь через монстров и мутантов Уэста, Рик успевает спасти Дженнифер. Но в последний момент доктор успевает вызволить одного из духов Искажённого, который материализуется в гигантское существо, собранное из трупов убитых Риком монстров. Рик уничтожает чудовище, и бестелесный демон вселяется в Дженни. Рик пытается снять Маску, но даже с его мускульной силой ему это не удаётся, так как Маска догадывается об одержимости Дженнифер. Рик обнимает Дженни. Она открывает глаза, которые оказываются полностью чёрными. Игрокам показывают логотип игры, на фоне которого слышен дьявольский смех.

## Оценки
| Сводный рейтинг     | Сводный рейтинг | Сводный рейтинг |
| Издание             | Оценка          | Оценка          |
| Издание             | PS3             | Xbox 360        |
| ------------------- | --------------- | --------------- |
| GameRankings        | 60,56 %         | 64,51 %         |
| Metacritic          | 59/100          | 62/100          |
| Иноязычные издания  |                 |                 |
| Издание             | Оценка          | Оценка          |
| Издание             | PS3             | Xbox 360        |
| Destructoid         | 7,5/10          | N/A             |
| Edge                | 5/10            | 5/10            |
| Eurogamer           | 6/10            | N/A             |
| GamePro             | [ 9 ]           | N/A             |
| GameRevolution      | C               | N/A             |
| GameSpot            | 4,5/10          | 4,5/10          |
| GameTrailers        | N/A             | 6,4/10          |
| GameZone            | 6,5/10          | N/A             |
| IGN                 | 4/10            | 4/10            |
| Joystiq             | N/A             | [ 16 ]          |
| OXM                 | N/A             | 7/10            |
| The Daily Telegraph | 6/10            | N/A             |
| The Escapist        | N/A             | [ 19 ]          |

Игра получила смешанные отзывы критиков. Eurogamer оценила Splatterhouse на 6/10, «Игра настолько безвкусная и шокирующая, что вы её захотите», Dread Central дала Splatterhouse 4,5/5, заявляя, что это «Скорее всего, будет рассматриваться как лучшая среди игр ужасов 2010 года». Cheat Code Central дала 3,9/5, критикуя уровни, озвучивание, качество текстур, но отметив, что фанатам понравится.
Российский игровой сайт Playground.ru оценил игру на 5,2/10, «Экшен на пару вечеров. Рубите, кромсайте, пожирайте. Много крови, мало смысла. Интереса ещё меньше». Игромания поставила оценку 6,0, рекомендуя её «людям, когда-то обыгравшимся в Splatterhouse 3 на Sega Mega Drive», добавляя что «есть большая вероятность, что их зацепит её простота и первобытная жестокость», остальным «лучше ещё разок пройти God of War 3 или MadWorld», но, несмотря на град критики в рецензии, в заключении было сказано, что «знать о Splatterhouse нужно всем, просто потому, что это самая мясная игра современности».